# Bertrand (imię)
Bertrand – imię męskie pochodzenia germańskiego. Wywodzi się od słów berath "światły", "jasny" i hramm "kruk". Znaczy "biały kruk". Innym jego wariantem jest Bertram. Patronem imienia jest m.in. św. Bertrand z Comminges.
Bertrand imieniny obchodzi 9 czerwca i 6 września.
Znane osoby noszące imię Bertrand:
- Bertrand z Tuluzy (zm. 1112) – hrabia Tuluzy i Trypolisu
- Bertrand du Pouget (1280-1352) – francuski kardynał
- Bertrand Brazylijski
- Bertrand de Chambert (1479–1522) – dowódca jazdy francuskiej podczas wojen włoskich
- Bertrand Delanoë
- Bertrand du Guesclin
- Bertrand Russell

Zobacz też:
- Ryan Bertrand
- św. Ludwik Bertrand
- Saint-Bertrand-de-Comminges